# Palermo FC
Palermo Football Club je talijanski nogometni klub iz Palerma, koji se trenutačno natječe u Serie B. Klub je osnovan 1900. godine pod imenom Anglo Panormitan Athletic and Football Club, te je od tada često mijenjao imena, a sadašnje ime nosi od 2020. godine.
Nadimci kluba su I Rosanero (rozo-crni), zbog boje dresova, te aquile (orlovi) zbog orla koji se nalazi na grbu kluba i grada Palerma. Svoje domaće utakmice igraju na stadionu Renzo Barbera, koji je izgrađen 1932., te renoviran kasnih 1980-ih za potrebe odigravanja svjetskog prvenstva 1990. godine.  

## Trofeji
Coppa Italia:
- Finalist (2): 1973./74., 1978./79.

Serie B:
- Prvak (5): 1931./32., 1947./48., 1967./68., 2003./04., 2013./14.

Serie C:
- Prvak (1): 1941./42.

Serie C1:
- Prvak (3): 1984./85., 1992./93., 2000./01.

Serie C2:
- Prvak (1): 1987./88.

Serie D:
- Prvak (1): 2019./20.

Coppa Italia Serie C:
- Osvajač (1): 1990./91.

Coppa Federale Siciliana:
- Osvajač (1): 1920.

Whitaker Challenge kup:
- Osvajač (1): 1908.

Lipton Kup:
- Osvajač (3): 1910.; 1912.; 1913.
- Finalist (3): 1909.; 1911.; 1914.

## Poznati igrači
| - Amauri - Federico Balzaretti - Andrea Barzagli - Fabrizio Miccoli - Salvatore Sirigu - Andrea Caracciolo - Luca Toni - Fabio Liverani - Christian Terlizzi - Cristian Zaccardo |  | - Fábio Simplício - Boško Janković - Igor Budan - Stephen Makinwa - Simon Kjær - Javier Pastore - Josip Iličić - Mato Jajalo |

## Vanjske poveznice
- Službena stranica  Arhivirana inačica izvorne stranice od 16. svibnja 2008. (Wayback Machine) (tal.) (engl.)